# Comuna de Leśniowice
Leśniowice (polaco: Gmina Leśniowice) é uma gminy (comuna) na Polónia, na voivodia de Lublin e no condado de Chełmski. A sede do condado é a cidade de Leśniowice.
De acordo com os censos de 2004, a comuna tem 4034 habitantes, com uma densidade 34,2 hab/km².

## Área
Estende-se por uma área de 117,85 km², incluindo:
- área agricola: 80%
- área florestal: 13%

## Demografia
Dados de 30 de Junho 2004:
|                      | Total   | Total | Mulheres | Mulheres | Homens  | Homens |
| -------------------- | ------- | ----- | -------- | -------- | ------- | ------ |
|                      | pessoas | %     | pessoas  | %        | pessoas | %      |
| População            | 4034    | 100   | 2061     | 51,1     | 1973    | 48,9   |
| Densidade (pop./km²) | 34,2    | 100   | 17,5     | 17,5     | 16,7    | 16,7   |

De acordo com dados de 2002, o rendimento médio per capita ascendia a 1322,64 zł.